# Ester Dean
Ester Renay Dean (ur. 15 kwietnia 1986 w Muskogee w stanie Oklahoma) − amerykańska wokalistka, autorka tekstów piosenek.

## Życiorys
Urodzona w miejscowości Muskogee w stanie Oklahoma, jako nastolatka przeniosła się do Omaha w stanie Nebraska, gdzie w 2001 ukończyła Omaha North High School. Miejsce zamieszkania zmieniała jeszcze dwukrotnie − najpierw sprowadziła się do Atlanty w Georgii, a następnie do Los Angeles. W Kalifornii zaczęła realizować się jako autorka tekstów piosenek i została przedstawiona uznanemu producentowi muzycznemu Polow da Donowi. Wkrótce podpisała kontrakt z wytwórnią Interscope Records. Od tego momentu napisała utwory dla licznych artystów, a wiele z nich z powodzeniem wydano jako single. Z Ester Dean współpracowali między innymi Christina Aguilera, Mary J. Blige, Usher, Chris Brown, Rihanna czy Katy Perry.
Alternatywnie do pracy dla innych muzyków, Dean zajmuje się własną karierą wokalną. W 2009 nagrała swój debiutancki singel "Drop It Low", który powstał przy współudziale Chrisa Browna i został zamieszczony na ścieżce dźwiękowej do filmu More than a Game (2009). Utwór uzyskał pozytywne recenzje profesjonalnych krytyków muzycznych, a także osiągnął pozycję 38. notowania Billboard Hot 100.

## Dyskografia

### Albumy
- Ester Dean (2011)

### Single
| Rok  | Singel                                | Pozycje na listach przebojów | Pozycje na listach przebojów | Pozycje na listach przebojów | Album                |
| Rok  | Singel                                | US                           | US R&B                       | US Pop                       | Album                |
| ---- | ------------------------------------- | ---------------------------- | ---------------------------- | ---------------------------- | -------------------- |
| 2009 | "Drop It Low" (featuring Chris Brown) | 38                           | 33                           | 32                           | More Than a Game OST |

## Twórczość autorska
| - Teyana Taylor – "Google Me" - Girlicious - "Like Me" - "My Boo" - "It's Mine" - The Pussycat Dolls - "Whatcha Think About That" - "Jai Ho (You Are My Destiny)" - "Bad Girl" - Trey Songz - "Takes Time" - "Already Taken" - "Invented Sex" (Remix) (feat. Usher & Keri Hilson) - Keyshia Cole – "Make Me Over" - Ciara – "Never Ever" (feat. Young Jeezy) - Keri Hilson - "Change Me" (feat. Akon) - "Make Love" - Esmée Denters – "Outta Here" - Mary J. Blige - "Stronger" - "The One" - "I Am" - "I Luv U (Yes I Du)" - "The Queen" - "Stay" - Monica - "Here I Am" - "Nothing Like" (feat. T-Pain) - Rihanna - "Rude Boy" - "What’s My Name?" - "S&M" - "Fading" - "Complicated" - "You da One" - "Talk That Talk" - "Where Have You Been" | - T.I. – "Remember Me" (feat. Mary J. Blige) - Chris Brown - "Gotta Be Ur Man" - "So Cold" - "I Love U" - Juelz Santana – "Back to the Crib" (feat. Chris Brown) - Robin Thicke - "Sex Therapy" - "Shakin It 4 Daddy" (feat. Nicki Minaj) - Ludacris – "I Know You Got a Man" (feat. Flo Rida & Ester Dean) - Usher - "Love Em All" - "Guilty" - "Get in My Car" - "Hot Tottie" (feat. Jay-Z) - "Lil Freak" (feat. Nicki Minaj) - Christina Aguilera - "Not Myself Tonight" - "I Hate Boys" - "The Beautiful People" - "Vanity" - "Woohoo" (feat. Nicki Minaj) - Dr. Dre – "Under Pressure" (feat. Jay-Z) - Sean Kingston – "Letting Go (Dutty Love)" (feat. Nicki Minaj) - Jesse McCartney – "Up" - Kelly Rowland – "Rose Colored Glasses" - Katy Perry - "Firework" - "Peacock" - LLoyd – "Lay It Down" - Nicki Minaj - "Super Bass" - "Beautiful Sinner" - "Right By My Side" (feat. Chris Brown) - "I'm Legit" (feat. Ciara) - Nelly – "Long Gone" (feat. Chris Brown & Plies) - Britney Spears − "(Drop Dead) Beautiful" |

## Filmografia[3]
- Rio (2011) jako Chłopiec w gondoli (głos)
- Epoka lodowcowa 4: Wędrówka kontynentów (Ice Age: Continental Drift, 2012) jako Syrena (głos)
- Pitch Perfect (2012) jako Cynthia Rose
- Pitch Perfect 2 (2015) jako Cynthia Rose
- Pitch Perfect 3 (2017) jako Cynthia Rose